# Brian Freemantle
Brian Harry Freemantle (Southampton, 10 giugno 1936 – Southampton, 23 dicembre 2024) è stato uno scrittore britannico.
Pubblicò romanzi anche con gli pseudonimi di John Maxwell, Jonathan Evans, Jack Winchester e Richard Gant.

## Opere
- 1975 - Addio a un vecchio amico (Goodbye to an Old Friend, 1973)
- 1977 - Il nobel all'odio (Face Me When You Walk Away, 1974)
- 1976 - Al miglior offerente (The Man Who Wanted Tomorrow), 1975)
- 1978 - Un uomo, una spia (The November Man, 1976)
- 1979 - Charlie, a tutti i costi (Clap Hands, Here Comes Charlie, 1978)
- 1981 - Spie da collezione (Charlie Muffin's Uncle Sam, 1980)
- 1983 - Madrigale per Charlie Muffin (Madrigal for Charlie Muffin, 1981)
- 1983 - Il KGB: storia della più potente organizzazione spionistica del mondo (KGB: Inside the World's Largest Intelligence Networks, 1982)
- 1987 - Tanti baci dal Cremlino (The Kremlin Kiss, 1984)
- 1987 - L'ultima missione (Rules Engangement, 1984)
- 1986 - Rosa russa per Charlie Muffin (Charlie Muffin and Russian Rose, 1985)
- 1988 - Sayonara, Charlie Muffin (Charlie Muffin San, 1987)
- 1990 - Girotondo di spie (The Run Around, 1988)
- 1991 - Compagno Charlie (Comrade Charlie, 1989)
- 1992 - Le notti del corvo (Little Grey Mice, 1991)
- 1993 - Furore rosso (The Button Man, 1992)
- 1995 - Non è tempo di eroi (No Time for Heroes, 1994)